# 귀무자
《귀무자》(일본어: 鬼武者 오니무샤[*])는 캡콤이 2001년에 발매한 플레이스테이션 2기반의 액션 게임으로 대전 형식과 어드벤처 형식이 혼합된 게임 시리즈이다. 플레이스테이션 2의 타이틀 중 첫 밀리언셀러가 되었다.
게임 발매전 2000년 미국 SIGGRAPH 2000에서 귀무자의 오프닝 무비가 최우수상(Best of Show)을 수상하기도 하였다.
| 게임                          | 게임랭킹스 | 메타크리틱         |
| ----------------------------- | ---------- | ------------------ |
| Onimusha: Warlords            | -          | (PS2) 86 (Xbox) 83 |
| Onimusha 2: Samurai's Destiny | -          | (PS2) 84           |
| Onimusha 3: Demon Siege       | -          | (PS2) 85 (PC) 69   |
| Onimusha: Dawn of Dreams      | -          | (PS2) 81           |

## 같이 보기
- 귀무자2